# فرودگاه موریتز مموریل
فرودگاه موریتز مموریل (به انگلیسی: Moritz Memorial Airport) یک فرودگاه همگانی بهره‌برداری هوایی است که یک باند فرود چمن دارد و طول باند آن ۷۲۶ متر است. این فرودگاه در کشور ایالات متحده آمریکا قرار دارد و در ارتفاع ۴۳۲ متری از سطح دریا واقع شده‌است.